# Nagroda Grammy w kategorii Best Traditional Blues Album
Nagroda Grammy w kategorii Best Traditional Blues Album jest przyznawana od 1983 roku, z przerwą w latach 2012-2016 (wówczas ta kategoria została połączona razem z kategorią Best Traditional Blues Album w jedną – Best Blues Album). W latach 2001–2003 nagroda przyznana również producentom i inżynierom muzycznym. Do 1992 roku nagroda znana jako Best Traditional Blues Performance i dwa razy została przyznana za pojedynczy utwór, a nie cały album.
Nagroda przyznawana jest za nagrania/prace zarejestrowane w roku poprzedzającym daną nominację.

## Lata '20
- Nagroda Grammy w 2022[1]
  - Cedric Burnside za I Be Trying
- Nagroda Grammy w 2021[2]
  - Bobby Rush za Rawer Than Raw
- Nagroda Grammy w 2020[3]
  - Delbert McClinton oraz the Self-Made Men + Dana za Tall, Dark and Handsome

## Lata '10
- Nagroda Grammy w 2019[4]
  - Buddy Guy za The Blues Is Alive and Well
- Nagroda Grammy w 2018
  - The Rolling Stones za Blue & Lonesome
- Nagroda Grammy w 2017
  - Bobby Rush za Porcupine Meat
- Nagroda Grammy w 2016
  - nagroda nieprzyznana
- Nagroda Grammy w 2015
  - nagroda nieprzyznana
- Nagroda Grammy w 2014
  - nagroda nieprzyznana
- Nagroda Grammy w 2013
  - nagroda nieprzyznana
- Nagroda Grammy w 2012
  - nagroda nieprzyznana
- Nagroda Grammy w 2011
  - Pinetop Perkins & Willie „Big Eyes” Smith za Joined at the Hip
- Nagroda Grammy w 2010
  - Ramblin’ Jack Elliott za A Stranger Here

## Lata '00
- Nagroda Grammy w 2009
  - B.B. King za One Kind Favor
- Nagroda Grammy w 2008
  - Henry James Townsend, Pinetop Perkins, Robert Lockwood Jr. & David Honeyboy Edwards za Last of the Great Mississippi Delta Bluesmen: Live in Dallas
- Nagroda Grammy w 2007
  - Ike Turner za Risin' with the Blues
- Nagroda Grammy w 2006
  - B.B. King & Friends za 80
- Nagroda Grammy w 2005
  - Etta James za Blues to the Bone
- Nagroda Grammy w 2004
  - Buddy Guy za Blues Singer
- Nagroda Grammy w 2003
  - Anthony Daigle, John Holbrock (inżynier muzyczny/miksowanie) & B.B. King (producent i artysta) za A Christmas Celebration of Hope
- Nagroda Grammy w 2002
  - John P. Hampton, Jared Tuten (inżynierowie muzyczni) & Jimmie Vaughan (producent i artysta) za Do You Get the Blues?
- Nagroda Grammy w 2001
  - Simon Climie (producent), Alan Douglas (inżynier muzyczny), Eric Clapton (producent i artysta) & B.B. King za Riding With the King
- Nagroda Grammy w 2000
  - B.B. King za Blues on the Bayou

## Lata ’90
- Nagroda Grammy w 1999
  - Otis Rush za Any Place I'm Going
- Nagroda Grammy w 1999
  - John Lee Hooker za Don't Look Back
- Nagroda Grammy w 1997
  - James Cotton za Deep in the Blues
- Nagroda Grammy w 1996
  - John Lee Hooker za Chill Out
- Nagroda Grammy w 1995
  - Eric Clapton za From the Cradle
- Nagroda Grammy w 1994
  - B.B. King za Blues Summit
- Nagroda Grammy w 1993
  - Dr. John za Goin' Back to New Orleans
- Nagroda Grammy w 1992
  - B.B. King za Live at the Apollo
- Nagroda Grammy w 1991
  - B.B. King za Live at San Quentin
- Nagroda Grammy w 1990
  - Bonnie Raitt & John Lee Hooker za „I'm in the Mood”

## Lata ’80
- Nagroda Grammy w 1989
  - Willie Dixon za Hidden Charms
- Nagroda Grammy w 1988
  - Professor Longhair za Houseparty New Orleans Style
- Nagroda Grammy w 1987
  - Albert Collins, Johnny Copeland & Robert Cray za Showdown!
- Nagroda Grammy w 1986
  - B.B. King za „My Guitar Sings the Blues”
- Nagroda Grammy w 1985
  - Sugar Blue, John P. Hammond, J.B. Hutto & the New Hawks, Luther 'Guitar Junior' Johnson, Koko Taylor & the Blues Machine & Stevie Ray Vaughan & Double Trouble za Blues Explosion
- Nagroda Grammy w 1984
  - B.B. King za Blues 'N' Jazz
- Nagroda Grammy w 1983
  - Clarence Gatemouth Brown za Alright Again